# Општи избори у Босни и Херцеговини 1996.
Општи избори у Босни и Херцеговини 1996. су одржани 14. септембра 1996. и били су први избори након грађанског рата и Дејтонског споразума. Грађани земље су изабрали Предсједништво, Представнички дом Парламентарне скупштине и ентитетске институције.

## Резултати

### Предсједништво БиХ
| Кандидати                                                | Партија                                            | Бошњаци | Срби      | Хрвати  |
| -------------------------------------------------------- | -------------------------------------------------- | ------- | --------- | ------- |
| Алија Изетбеговић                                        | Странка демократске акције                         | 730.592 |           |         |
| Харис Силајџић                                           | Странка за Босну и Херцеговину                     | 124.396 |           |         |
| Фикрет Абдић                                             | Демократска народна заједница Босне и Херцеговине  | 25.594  |           |         |
| Сеад Авдић                                               | Социјалдемократска партија Босне и Херцеговине     | 21.254  |           |         |
| Момчило Крајишник                                        | Српска демократска странка                         |         | 690.646   |         |
| Младен Иванић                                            | Патриотски демократски блок                        |         | 307.461   |         |
| Миливоје Зарић                                           | Српска патриотска странка                          |         | 15.407    |         |
| Бранко Латиновић                                         | Српска странка Крајине                             |         | 12.643    |         |
| Крешимир Зубак                                           | Хрватска демократска заједница Босне и Херцеговине |         |           | 330.447 |
| Иво Комшић                                               | Социјалдемократска партија Босне и Херцеговине     |         |           | 37.684  |
| Укупно                                                   |                                                    | 913.227 | 1.026.157 | 372.566 |
| Извор: Izbori.ba Архивирано на веб-сајту (19. март 2012) |                                                    |         |           |         |

### Представнички дом Парламентарне скупштине БиХ
| Партија                                                  | Гласови   | Посланици |
| -------------------------------------------------------- | --------- | --------- |
| Странка демократске акције                               | 899.970   | 19        |
| Српска демократска странка                               | 578.723   | 9         |
| Хрватска демократска заједница Босне и Херцеговине       | 338.440   | 8         |
| Здружена листа БиХ                                       | 136.203   | 2         |
| Народни савез за слободан мир                            | 136.077   | 2         |
| Странка за Босну и Херцеговину                           | 93.116    | 2         |
| Укупно                                                   | 2.399.874 | 42        |
| Извор: Izbori.ba Архивирано на веб-сајту (19. март 2012) |           |           |

### Избори у ФБиХ

#### Представнички дом Парламента ФБиХ
| Партија                                            | Гласови   | Посланици |
| -------------------------------------------------- | --------- | --------- |
| Странка демократске акције                         | 725.810   | 78        |
| Хрватска демократска заједница Босне и Херцеговине | 337.794   | 36        |
| Здружена листа БиХ                                 | 105.879   | 11        |
| Странка за Босну и Херцеговину                     | 98.207    | 10        |
| Демократска народна заједница Босне и Херцеговине  | 23.360    | 3         |
| Хрватска странка права Босне и Херцеговине         | 16.344    | 2         |
| Укупно                                             | 1.335.707 | 140       |

#### Кантоналне скупштине
|  | Партија                                            | УСК | ПК | ТК | ЗДК | БПК | СБК ЖСБ | ХНК ЖХН | ЗХЖ | КС | Кантон 10 | Укупно |
|  | -------------------------------------------------- | --- | -- | -- | --- | --- | ------- | ------- | --- | -- | --------- | ------ |
|  | Странка демократске акције                         | 39  | 3  | 33 | 40  | 26  | 29      | 19      | -   | 28 |           | 217    |
|  | Странка за Босну и Херцеговину                     | 3   | -  | 5  | 6   | 4   | 1       | 2       | -   |    |           | 21     |
|  | Здружена листа БиХ                                 | 1   | -  | 9  | 4   | 1   | 2       | 1       | -   |    |           | 18     |
|  | Хрватска демократска заједница Босне и Херцеговине | 1   | 17 | 3  | 6   | -   | 23      | 28      | 29  |    | 13        | 120    |
|  | Хрватска странка права Босне и Херцеговине         | -   | -  | -  | -   | -   | -       | -       | 2   | -  |           | 2      |
|  | Демократска народна заједница Босне и Херцеговине  | 6   | -  | -  | -   | -   | -       | -       | -   | -  | -         | 6      |

### Избори у Републици Српској

#### Предсједник и потпредсједник РС
| Кандидат                                                         | Партија                       | Гласови   |
| ---------------------------------------------------------------- | ----------------------------- | --------- |
| - Биљана Плавшић (председник) - Драгољуб Мирјанић (потпредсеник) | Српска демократска странка    | 636.654   |
| Адиб Ђозић                                                       | Странка демократске акције    | 197.389   |
| Живко Радишић                                                    | Народни савез за слободан мир | 168.024   |
| Предраг Радић                                                    | Патриотски демократски блок   | 44.755    |
| Славко Лисица                                                    | Српска патриотска странка     | 20.055    |
| Укупно                                                           |                               | 1.075.581 |
| Извор: Izbori.ba Архивирано на веб-сајту (19. март 2012)         |                               |           |

#### Народна скупштина РС
| Партија                                                  | Гласови   | %    | Мандати |
| -------------------------------------------------------- | --------- | ---- | ------- |
| Српска демократска странка                               | 568.980   | 52,3 | 45      |
| Странка демократске акције                               | 177.388   | 16,3 | 14      |
| Народни савез за слободан мир                            | 125.372   | 11,5 | 10      |
| Српска радикална странка Републике Српске                | 72.517    | 6,7  | 6       |
| Патриотски демократски блок                              | 32.895    | 3,0  | 2       |
| Странка за Босну и Херцеговину                           | 25.593    | 2,4  | 2       |
| Здружена листа БиХ                                       | 22.329    | 2,1  | 2       |
| Српска странка Крајине                                   | 17.381    | 1,6  | 1       |
| Српска патриотска странка                                | 14.508    | 1,3  | 1       |
| Укупно                                                   | 1.087.763 |      | 83      |
| Извор: Izbori.ba Архивирано на веб-сајту (19. март 2012) |           |      |         |